# 843 до н. е.

## Події
Придворний царя Дамаску Бен-Хадада Газаїл убив царя і захопив трон. Розпад антиассирійської коаліції.
Мунхє, легендарний правитель держави Кочосон у Кореї.